# Державна виборча комісія Північної Македонії
Державна виборча комісія Північної Македонії (мак. Државна изборна комисија на Македонија) — державний орган, що, згідно з Конституцією Північної Македонії, відповідає за проведення всіх виборів у Північній Македонії. Складається з голови, заступника голови та членів. Усі її члени обираються Зборами Північної Македонії на основі попереднього політичного консенсусу.

## Основні засади
Державна виборча комісія складається з сімох членів (голова, заступник голови та п'ять інших членів). Вони виконують свої обов'язки на професійній основі, маючи право бути переобраними. Їхній мандат діє чотири роки, а обираються вони протягом 60 днів від дня проведення установчої сесії Зборів Північної Македонії. Опозиційні політичні партії висувають голову і двох членів ДВК, а правлячі партії — заступника голови та трьох інших членів. Усіх їх обирають Збори (парламент) двома третинами голосів від загальної кількості представників. Кандидатами в члени ДВК повинні бути громадяни Північної Македонії з постійним місцем проживання в Північній Македонії, які є випускниками юридичних вишів і мають не менш ніж вісім років юридичного стажу та не входять до керівних органів політичних партій.

## Колишні голови комісії
Дотеперішні голови ДВК такі:
- Никола Коневський, 1990-1994[3]
- Петар Найданов, 1994[4]-
- Ліляна Інгілізова-Ристова, 1995-1999
- Йосиф Луковський, 1999-2002
- Мир'яна Лазарова-Трайковська, 2002-2003
- Стево Пендаровський, 2004-
- Йован Йосифовський, 2006
- Александар Новаковський, 2006-2011
- Борис Кондарко, 2011-2013
- Никола Рилковський, 2013-2015 [5]
- Александар Чичаковський 2015-2017 [6]